# Tteotda! Family
Tteotda! Family (떴다! 패밀리?), nota anche con il titolo internazionale The Family Is Coming, è una serie televisiva sudcoreana trasmessa su SBS TV dal 3 gennaio al 15 marzo 2015.

## Trama
Dopo avere scoperto di essere affetta da una grave malattia, l'anziana Jung Kkeut-soon, decide di lasciare gli Stati Uniti e ritornare a trascorrere gli ultimi anni della sua vita in Corea, nel proprio paese natale: la donna infatti deve decidere a chi lasciare la sua ingentissima fortuna, consistente in oltre 20 miliardi di won. Quasi tutti i membri della sua famiglia sembrano però interessati solo al denaro, e pronti a tutto per mettere le mani sull'intera somma a svantaggio degli altri.